# Smithfield and Union Quarter
Smithfield and Union Quarter è uno dei quartieri di Belfast istituiti dal Consiglio comunale di Belfast. Inizialmente designato come Smithfield Market and Library Quarter, il nome attuale è stato adottato nel 2011. Situato a nord del centro di Belfast, si estende da North Street a Frederick Street ed è delimitato da Royal Avenue/York Street e Carrick Hill/Millfield. Ospita la Biblioteca centrale di Belfast e due dei principali quotidiani l'Irish News e il Belfast Telegraph.

## La zona
Smithfield and Union contiene al suo interno lo Smithfield Market, un'area commerciale che risale al XIX secolo, e la Clifton Street Poor House così come la Chiesa congregazionale di Donegall Street (ora occupata dalla Redeemer Central Church) e la Chiesa cattolica di San Patrizio. Smithfield and Union ospita anche la St Patrick's National School, recentemente restaurata, che è stata la prima scuola nazionale cattolica di Belfast.
La Bank of Ireland in stile art deco si trova all'incrocio tra Royal Avenue e North Street. L'edificio Frames (noto anche come The Library House) è un ex magazzino diventato pub sito in Little Donegall Street. 
L'area ospita luoghi di intrattenimento come il Front Page in Donegall Street dove si esibiscono spesso molte band locali e anche il McElhattons, uno dei bar tradizionali di Belfast. Il Kremiln Complex che comprende l'Union Street Bar è allo stesso tempo una delle principali attrazioni di Smithfield and Union.
L'ostello Linen House Backpackers, che dispone di alloggi per 130 persone, si trova in Kent Street. Questo è l'unico ostello che si trova effettivamente nel centro di Belfast. 
Smithfield and Union contiene molti dei principali siti storici di Belfast, tra cui il cimitero storico di Clifton Street, con due delle più grandi tombe del periodo della carestia in Irlanda, oltre ad essere il luogo di riposo di Henry Joy McCracken, uno dei principali leader della ribellione degli United Irishmen del 1798. Qui è sepolto anche William Drennan, che ha dato il nome all'Irlanda di "isola di smeraldo".
L'Università dell'Ulster ha annunciato il trasferimento del suo campus principale da Jordanstown a Smithfield and Union come parte di un piano da 250 milioni di sterline per circa 13.000 studenti.